# Autocaricante

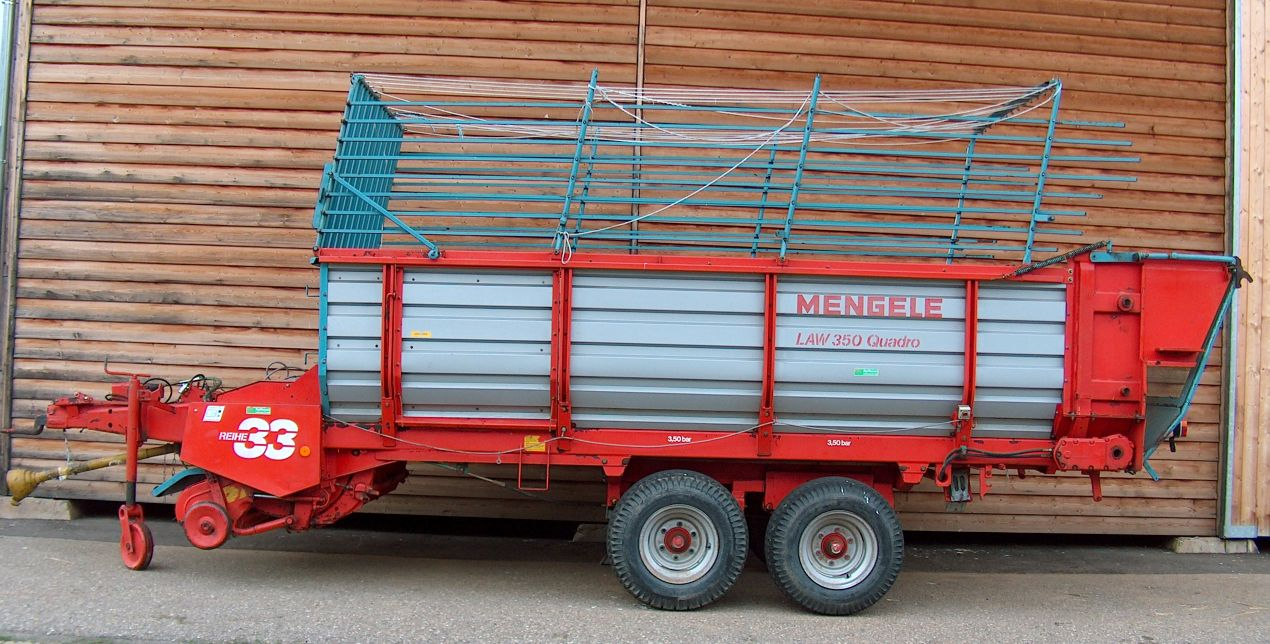
Autocaricante: macchina agricola semovente non trattrice costruita con caratteristiche di una biga

L'autocaricante è un rimorchio per trattori costruito per raccogliere il fieno ordinato in andane senza comprimerlo in balloni o ballette; fa parte delle cosiddette macchine agricole trainate.
Il fieno viene raccolto tramite denti metallici che rastrellano il prato e spingono il fieno, grazie ad un nastro trasportatore, nel retro del carro dove viene momentaneamente compresso.
Eseguito il carico viene aperto il portello posteriore e scaricato il fieno sciolto.
Un vantaggio dell'autocaricante è la possibilità di spostare foraggio semi-appassito per poterlo poi lavorare a mano oppure metterlo in essiccatoio e fargli subire la completa essiccazione.